# Philippe Christory
Philippe Christory (ur. 28 lutego 1958 w Tourcoing) – francuski duchowny katolicki, biskup Chartres od 2018.

## Życiorys
Święcenia kapłańskie otrzymał 27 czerwca 1992 i został inkardynowany do archidiecezji paryskiej. Pracował głównie jako duszpasterz paryskich parafii. W latach 2001–2004 był też ojcem duchownym stołecznego seminarium, a w latach 2014–2018 zasiadał w radzie generalnej Wspólnoty Emmanuel.
2 lutego 2018 papież Franciszek mianował go ordynariuszem diecezji Chartres. Sakry udzielił mu 15 kwietnia 2018 metropolita Tours – arcybiskup Bernard-Nicolas Aubertin.